# Joannes Klas
Joannes Klas és una monja americana de l'ordre de les Germanes de Sant Francis. És la destinatària 1997 del Nansen Premi de Refugiat de l'UNHCR. Aquest premi és donat anualment per l'Alt Comissionat de les Nacions Unides pels Refugiats (UNHCR) a un individu, grup, o organització en reconeixement del servei excepcional a la causa dels refugiats, desplaçats o persones apàtrides. Va ser establert el 1954.

## Educació i vida primerenca
La Germana Joannes va néixer a Wisconsin, tenia cinc germanes i dos germans, fills de John i Martha Klas.
Va créixer a la parròquia de St. Rose a Fredonia, WI, i va ser rebuda a la
comunitat de les Germanes Escolars de St. Francis, Milwaukee, el 1952.

## Feina
La seva primera missió va ser com a mestre a Waterford, Wisconsin i va durar de 1954 fins 1968. El 1969, es va traslladar a la Parròquia de St. Therese a Milwaukee i
va ensenyar a alumnes de 7è grau. El 1976, va ser convidada a participar en el Programa Living Aware, per viure, aprendre, i participar en una altra cultura, i va ser acceptat per anar a l'Índia. Posteriorment va treballar amb miners de carbó. La feina de la Germana Joannes amb els surenys per la Justícia Econòmica la va portar a Tupalo, Mississipi des del 1980 fins al 1982. El 1982
va anar a visitar un camp de refugiats a la frontera entre Mèxic i Guatemala i un altre a Honduras, com a observadora internacional. S'hi va quedar per treballar amb una comunitat de refugiats guatemalencs. Amb un pressupost molt petit provinent de les Nacions Unides per subministraments, va ser capaç d'establir una escola.
Els refugiats van ser finalment repatriats a Yalmech, a Guatemala del Nord. Van anomenar el nou poble San Jose el Tesoro, pel camp de refugiats que s'havia anomenat El Tesoro. La Germana Joannes va quedar amb ells.
El 1997, en l'ocasió de la Germana Joannes rebent el premi Nansen, el Secretari General de l'ONU Kofi Annan va fer els comentaris següents en una carta elogiant-la:

"Estic encantat de rebre-us fent un tribut a la Germana Joannes Klas, la 1997 receptora del Premi Nansen, per les seves contribucions excepcionals a la causa dels refugiats, La germana Joannes ha estat una afèrrima defensora dels drets i el benestar dels refugiats guatemalencs des de 1982. En el vertader esperit de l'humanitarisme de Nansen, ha treballat amb ells a un nivell bàsic -- primer sota les difícils i insegures condicions al camp de refugiats d'Hondures, on va rebre suport essencial de Caritas; i després a l'àrea Yalpemech de Guatemala, a la qual els refugiats van retornar voluntàriament el 1991. Per les seves demandes, la Germana Joannes va unir-se a la repatriació dels refugiats. Ha viscut i treballat entre ells des de llavors, donant suport i promovent els seus esforços per construir comunitats i recuperar-se de l'agitació i trauma generats pel desplaçament."
("I am pleased to join you in paying tribute to Sister Joannes Klas, the 1997 recipient of the Nansen Medal for her exceptional contributions to the cause of refugees. Sister Joannes has been a staunch advocate for the rights and well-being of Guatemalan refugees since 1982. In the true spirit of Nansen humanitarianism, she has worked with them at the grass-roots level -- first under difficult and insecure conditions in the refugee camps of Honduras, where she received essential support from Caritas; and then in the Yalpemech area of Guatemala, to which the refugees returned voluntarily in 1991. At their request, Sister Joannes joined the refugees' repatriation. She has lived and worked among them ever since, supporting and promoting their efforts to build communities and recover from the upheaval and trauma of displacement.")

La Germana Joannes continua passant temps a Yalpech, i porta voluntaris de la seva església de casa de Wisconsin a Guatemala.